# Цыган, Николай Александрович
Никола́й Алекса́ндрович Цы́ган (род. 9 августа 1984, Николаев) — украинский и российский футболист, вратарь.

## Карьера
Воспитанник СДЮШОР николаевского «Торпедо».
Начинал профессиональную карьеру в родном городе в клубе «Николаев». Но, не успев провести ни одного матча за клуб, уехал в Россию, во Владикавказ. На протяжении семи лет (с 2002 по 2009) выступал за местную «Аланию». Долгое время был основным вратарём команды и её лидером.
В 2010 году покинул «Аланию» и перешёл в самарские «Крылья Советов». Место в основе Николай завоевать не смог, в стартовом составе команды чаще всего выходил другой голкипер — Эдуардо Лобос, тогда как Цыган отыграл за сезон лишь три матча.
24 марта 2011 года стал игроком «Сибири». Летом 2012 года перешёл в ярославский «Шинник» который выступает в Первенстве Футбольной Национальной Лиги. В команде взял футболку с 1 номером. 2 июня 2013 года перешёл в «Спартак-Нальчик», подписав контракт на 2 года. В летнее межсезонье 2014 года вернулся в новосибирскую «Сибирь». 2 марта 2016 года продлил контракт с «Сибирью» на 4 года.
После сезона 2018/19 покинул клуб по обоюдному согласию сторон и присоединился к вернувшемуся в ФНЛ московскому «Торпедо». В зимнее трансферное окно 2020 года «Торпедо» и Николай Цыган расторгли действующий контракт по соглашению сторон.
15 февраля 2020 года подписал договор с клубом «Новосибирск» до конца сезона 2019/20; но затем и в следующем сезоне продолжил выступать в команде, которую в итоге покинул в конце июня 2021 года.
В 2023 году — игрок команды «Оргэнергострой» из Димитровграда, участвующей в первенстве и кубке МФС «Приволжье» в рамках первенства России среди ЛФК.